# Cirratulus longicephalus
Cirratulus longicephalus är en ringmaskart som beskrevs av Imajima 1964. Cirratulus longicephalus ingår i släktet Cirratulus och familjen Cirratulidae. Inga underarter finns listade i Catalogue of Life.